# Eleanor Marie Robertson
Eleanor Marie Robertson (n. Silver Spring, Maryland, el 10 de octubre de 1950) es una escritora estadounidense de libros superventas, dentro del género de novela romántica y de suspense con el nombre Nora Roberts y de literatura fantástica con el nombre J. D. Robb. Fue la primera escritora incluida en el Paseo de la Fama de Escritores Románticos de Estados Unidos.
También ha publicado una historia en una revista como Jill March. Al comenzar su serie In Death, había escogido el seudónimo de D. J. MacGregor, pero lo cambió ya que otro autor ya lo había usado. Además en su publicación en Gran Bretaña, la serie Born In fue editada bajo el seudónimo Sarah Hardesty, pero ella no ha vuelto a trabajar con ese editor.

## Biografía
Eleanor Marie Robertson fue la menor de cinco hermanos, la única niña. Fue educada durante un tiempo en una escuela católica antes de casarse muy joven con Ronald Aufdem-Brinke y establecerse en Keedysville, Maryland. Durante un tiempo trabajó como secretaria legal pero permaneció en casa después del nacimiento de sus dos hijos. El matrimonio Aufdem-Brinke se divorció.
Comenzó a escribir durante una tormenta en febrero de 1979, y su primera novela, Irish Thoroughbred, apareció en 1981, publicada por Silhouette. Para firmar sus novelas románticas ha utilizado el seudónimo de Nora Roberts, diminutivo de su nombre y apellido.
Conoció a su segundo marido, Bruce Wilder, cuando lo contrató para hacerle unas baldas. Se casaron en julio de 1985. 
Bajo el seudónimo de J. D. Robb, Robertson también escribe la serie "In Death" de ciencia ficción futurística sobre temas policiacos. Las protagonizan la detective de Nueva York Eve Dallas y su marido Roarke y tienen lugar a mediados del siglo XXI en Nueva York. Las iniciales "J. D." son de sus hijos, Jason y Dan, mientras que "Robb" es una forma apocopada de Robertson.
Robertson es famosa por ser muy prolífica. En 1996 superó el listón de las 100 novelas con Montana Sky. Escribe ocho horas cada día, todos los días, e incluso trabaja durante las vacaciones.
Muchos lectores y estudiosos de la ficción romántica atribuyen la transformación hacia una heroína romántica más fuerte en parte a la habilidad de Robertson para desarrollar personajes y narrar una buena historia.
Otras autoras de novela romántica se refieren a ella humorísticamente como "The Nora".
Se han rodado más de una docena de telefilmes basándose en sus novelas.

## Plagio
En 1997, otra novelista romántica de superventas, Janet Dailey, admitió haber copiado repetidamente la obra de Roberts.  Esta práctica se descubrió cuando una lectora de Nora Roberts leyó Sweet Revenge (de Roberts) y Notorious (de Daley, que plagiaba Sweet Revenge); al compararlas, notó los parecidos y colgó en Internet los pasajes parecidos.
La autora recibió una compensación económica que dedicó a causas literarias. 

### Publicadas en España

#### Series
SerieHermanos Mackade
1. Recordando el ayer (1996, Harlequín Ibérica, S.A.)
2. Atreverse a amar (1996, Harlequín Ibérica, S.A.)
3. Una larga espera (2014, Harlequin)
4. La derrota de un soltero (1997, Harlequín Ibérica, S.A.)

Dúo Los MacGregor del pasado
1. Rebelión (1999, Harlequín Ibérica, S.A.). Reed. como Rebelión: el inicio de la saga de los Macgregor (2002, Harlequín Ibérica, S.A.)
2. Miedo al amor (2008, Harlequín)

Trilogía Corazones irlandeses
1. Fuego irlandés (2000 y 2002, Harlequín Ibérica, S.A.)
2. Rosa irlandesa (2001 y 2002, Harlequín Ibérica, S.A.)
3. Rebelde irlandés (2001, Harlequín Ibérica, S.A.)

Serie El legado de los Donovan
1. Embrujo (2000 y 2002, Harlequín Ibérica, S.A.)
2. Fascinación (2000 y 2002, Harlequín Ibérica, S.A.)
3. Hechizo (2000 y 2002, Harlequín Ibérica, S.A.)
4. Sortilegio (2000, Harlequín Ibérica, S.A.)

Saga Los MacGregor
1. La mejor apuesta (2001, Harlequín Ibérica, S.A.)
2. Tentando al destino (2001, Harlequín Ibérica, S.A.)
3. Todas las posibilidades (2001, Harlequín Ibérica, S.A.)
4. Una luz en su vida (2001, Harlequín Ibérica, S.A.)
5. Ahora y siempre (2001, Harlequín Ibérica, S.A.)
6. Buscando novias  (2009, Harlequín Ibérica, S.A.)
7. Una mujer de suerte  (2009, Harlequín Ibérica, S.A.)
8. Los novios Macgregor  (2009, Harlequín Ibérica, S.A.)
9. La vecina perfecta  (2009, Harlequín Ibérica, S.A.)

Serie Historias nocturnas
1. Turno de noche (2001, Harlequín Ibérica, S.A.)
2. Sombra nocturna  (2001, Harlequín Ibérica, S.A.)
3. Un grito en la noche (2001, Harlequín Ibérica, S.A.)
4. Humo en la noche (2001, Harlequín Ibérica, S.A.)
5. Temores en la noche (2002, Harlequín Ibérica, S.A.)

Serie Los Stanislaskis
1. La música del amor (2001, Harlequín Ibérica, S.A.)
2. Negocios y placer (2001, Harlequín Ibérica, S.A.)
3. Unidos por la ley (2001, Harlequín Ibérica, S.A.)
4. El primer encuentro (2001, Harlequín Ibérica, S.A.)
5. El final de un sueño (1997 y 2001, Harlequín Ibérica, S.A.)
6. Nuevos horizontes (2002, Harlequín Ibérica, S.A.)

Serie Las Calhoun
1. Cortejando a Catherine (2001, Harlequín Ibérica, S.A.)
2. Un hombre para Amanda (2001, Harlequín Ibérica, S.A.)
3. Por el amor de Lilah (2001,  Harlequín Ibérica, S.A.)
4. La rendición de Suzanna (2001, Harlequín Ibérica, S.A.)
5. La isla del amor (1997 y 2001, Harlequín Ibérica, S.A.)

Dúo Los Bannion
1. Reflejos (2002, Harlequín Ibérica, S.A.)
2. La danza de los sueños (2002, Harlequín Ibérica, S.A.)

Serie Los O'Hurleys
1. La última mujer honesta: tres hermanas y un destino (2002 y 2007, Harlequín Ibérica, S.A.)
2. Danza de corazones: tres hermanas y un destino (2002, Harlequín Ibérica, S.A.)
3. Bajo la piel: tres hermanas y un destino (2002, Harlequín Ibérica, S.A.)
4. Tras sus pasos: tres hermanas y un destino (2002, Harlequín Ibérica, S.A.)

Dúo Los Hornblower
1. Tiempo atrás: a través del tiempo (2002, Harlequín Ibérica, S.A.). Reed. Tiempos olvidados: Tiempo atrás; Nuevos tiempos (2006, Harlequín Ibérica, S.A.)
2. Nuevos tiempos (2002, Harlequín Ibérica, S.A.)

Trilogía irlandesa
1. Joyas del sol (2002 y 2006, Punto de Lectura, S.L.)
2. Lágrimas de la luna (2002 y 2006, Punto de Lectura, S.L).
3. Corazón del mar (2002 y 2006, Punto de Lectura, S.L.)

Serie Familia Real de Cordina
1. La princesa y el plebeyo (2003 y 2005, Harlequín Ibérica, S.A.)
2. Puesta en escena (2003 y 2005, Harlequín Ibérica, S.A.)
3. Un príncipe muy atractivo (2003 y 2005, Harlequín Ibérica, S.A).
4. La joya de la corona (2003 y 2005, Harlequín Ibérica, S.A.)

Trilogía La isla de las Tres hermanas
1. Baile en el aire (2003 y 2006, Punto de Lectura, S.L)
2. Cielo y tierra (2003, Punto de Lectura, S.L.)
3. Afrontar el fuego (2003 y 2006, Punto de Lectura, S.L.)

Dúo Chef
1. Un amor para siempre (2004, Harlequín Ibérica, S.A.)
2. Sólo trabajo (2004, Harlequín Ibérica, S.A.)

Dúo Celebrity magazine
1. Amor en verano (2004, Harlequín Ibérica, S.A.)
2. En exclusiva (2004, Harlequín Ibérica, S.A.)

TrilogíaLas estrellas de Mitra
1. Una luz furtiva (2004, Harlequín Ibérica, S.A.)
2. Estrella cautiva (2004, Harlequín Ibérica, S.A.)
3. Esplendor secreto (2004 y 2005, Harlequín Ibérica, S.A.)

Serie Chesapeake
1. Arrastrado por el mar (2005, Punto de Lectura, S.L.) . Reed. 2006, Punto de Lectura, S.L., como Bahía de Chesapeake I. Arrastrado por el mar.
2. Cuando sube la marea (2005, Punto de Lectura, S.L.) Reed como Bahía de Chesapeake II. Cuando sube la marea en 2006.
3. Un puerto de abrigo (2005, Punto de Lectura, S.L.) Reed. como Bahía de Chesapeake III. Un puerto de abrigo (2006, Punto de Lectura, S.L.)
4. Bahía de Chesapeake. La bahía azul (2006, Punto de Lectura, S.L.)

Trilogía del sueño
1. Un sueño atrevido (2006, Nuevas Ediciones de Bolsillo)
2. Compartir un sueño (2006, Nuevas Ediciones de Bolsillo)
3. En busca de un sueño (2006, Nuevas Ediciones de Bolsillo)

Trilogía de las llaves
1. La llave de la luz (2006, Punto de Lectura, S.L.)
2. La llave de la sabiduría (2007, Punto de Lectura, S.L.)
3. La llave del valor (2007, Punto de Lectura, S.L.)

Trilogía del Círculo
1. La cruz de Morrigan (2007, Esencia Editorial)
2. El baile de los dioses (2009, Romántica Booket)
3. El valle del silencio (2009, Romántica Booket)

Trilogía de las hermanas Concannon
1. Nacida del fuego (2007, Suma de Letras)
2. Nacida del hielo (2007, Suma de Letras)
3. Nacida de la vergüenza (2008, Suma de Letras)

Trilogía del Jardín
1. Dalia azul (2009, Debolsillo)
2. Rosa negra (2009, Debolsillo)
3. Lirio rojo (2009, Debolsillo)

Trilogía del signo del siete
1. Hermanos de sangre (2009)
2. El bosque de Hollow (2010)
3. La piedra pagana (2011)

Serie Bodas
1. Álbum de boda (2010)
2. Rosas sin espinas (2010)
3. Sabor a ti (2011)
4. Para siempre (2011)

Trilogía Hotel Boonsboro
1. Siempre hay un mañana (2012)
2. El primer y último amor (2013)
3. La esperanza perfecta (2013)

Dúo Sacred sins
1. Polos opuestos (2014, Debolsillo)
2. Atrapada (2013, Debolsillo)

Serie The Cousin O´Dwyer
1. Bruja oscura (2014)
2. "Hechizo en la niebla" (2014)
3. "Legado mágico" (2015)

Trilogía Crónicas de la Elegida
1. Año uno (2019)
2. Sangre y hueso (2020)
3. Nueva esperanza (2020)

Serie el legado del dragón
1. El despertar (2021)
2. El devenir (2022)
3. La elección (2023)

#### Novelas individuales
Años 1980
1. Adelia (1984, Ediciones Forum, S.A.)
2. Pasión indomable (1985, Ediciones Forum, S.A.)

Años 1990
1. Sin ley (1994, Harlequín Ibérica, S.A.). Reed. como Sin ley: una mujer sola en la nueva tierra (2002, Harlequín Ibérica, S.A.)
2. Juegos de manos (1995, Editorial Planeta, S.A.) Juegos de manos
3. Traiciones (1996 y 1998, Plaza & Janés Editores, S.A.; 1997, Círculo de Lectores, S.A.)
4. La fuerza de la pasión (1997, Plaza & Janés Editores, S.A.; 2003, Círculo de Lectores, S.A.)
5. El santuario (1999, Plaza & Janés Editores, S.A. y Círculo de Lectores, S.A.; 2000, Nuevas Ediciones de Bolsillo)

Años 2000
1. Tesoros ocultos (2000, Plaza & Janés Editores, S.A.; 2003, Círculo de Lectores, S.A.)
2. Escándalos privados (2001, Nuevas Ediciones de Bolsillo; 2003, Círculo de Lectores, S.A.)
3. El estigma del arrecife (2001, Nuevas Ediciones de Bolsillo; 2003, Círculo de Lectores, S.A.)
4. El secreto de una dama (2001, Nuevas Ediciones de Bolsillo; 2003, Círculo de Lectores, S.A.; 2004, Nuevas Ediciones de Bolsillo)
5. Las sombras del bosque (2001, Plaza & Janés Editores, S.A. y Círculo de Lectores, S.A.; 2002, Nuevas Ediciones de Bolsillo)
6. Valle de sombras (2001, Nuevas Ediciones de Bolsillo; 2003, Círculo de Lectores, S.A.)
7. Claro de luna (2002, Plaza & Janés Editores, S.A.;  2003, Círculo de Lectores, S.A. y 2004, Nuevas Ediciones de Bolsillo)
8. Magos, amantes y ladrones (2002, Nuevas Ediciones de Bolsillo)
9. Doble imagen (2003, Harlequín Ibérica, S.A.)
10. Un héroe en Nueva York (2003, Harlequín Ibérica, S.A.)
11. A medianoche (2003 y 2004, Nuevas Ediciones de Bolsillo)
12. Las viñas de Napa Valley (2003, Plaza & Janés Editores, S.A.; 2004, Círculo de Lectores, S.A. y Nuevas Ediciones de Bolsillo)
13. Anhelos secretos (2004, Harlequín Ibérica, S.A.)
14. El arte del engaño (2004, Harlequín Ibérica, S.A.)
15. Atracción sin límites (2004, Harlequín Ibérica, S.A.)
16. Construyendo un amor (2004, Harlequín Ibérica, S.A.)
17. En el calor de la noche (2004, Harlequín Ibérica, S.A.)
18. El hombre de sus sueños (2004, Harlequín Ibérica, S.A.)
19. La imagen del amor (2004, Harlequín Ibérica, S.A.)
20. Mágicos momentos (2004, Harlequín Ibérica, S.A.)
21. Más que rivales (2004, Harlequín Ibérica, S.A.)
22. Un negocio arriesgado (2004, Harlequín Ibérica, S.A).
23. Un secreto a voces: demasiado bueno para ser cierto (2004, Nuevas Ediciones de Bolsillo)
24. Sinfonía inacabada (2004, Harlequín Ibérica, S.A.)
25. Tres destinos (2004, Plaza & Janés Editores, S.A.; 2005,  Nuevas Ediciones de Bolsillo)
26. El triunfo del amor (2004, Harlequín Ibérica, S.A.)
27. Una vida juntos (2004, Harlequín Ibérica, S.A.)
28. Cita con el pasado (2005, Círculo de Lectores, S.A. y Plaza & Janés Editores, S.A.)
29. Con los brazos abiertos (2005, Harlequín Ibérica, S.A.)
30. Amor de diseño (2006, Harlequín Ibérica, S.A.)
31. Aurora boreal (2006, Plaza & Janés Editores, S.A. )
32. Juego sin nombre (2006, Harlequín Ibérica, S.A.)
33. Jugando con fuego (2006, Plaza & Janés Editores, S.A.)
34. Por amor (2006, Harlequín Ibérica, S.A. )
35. Reencuentro (2006, Harlequín Ibérica, S.A.)
36. Sola ante el peligro (2008)
37. Verdades y mentiras (2009, Nuevas Ediciones de Bolsillo)

Años 2010
1. Colinas negras (2010)
2. Admiración (2011)
3. Emboscada (2011)
4. Llamaradas (2012)
5. La testigo (2013)
6. El coleccionista (2015)
7. La mentira (2016)
8. Al atardecer (2018)

Años 2020
1. Todo lo que no ves (2020)
2. La huida (2021)
3. Legado (2022)
4. Nocturno (2023)
5. Identidad (2024)
6. Visiones (2025)

#### Como J. D. Robb
1. Una muerte desnuda (1999, Plaza & Janés Editores, S.A.)
2. Una muerte extasiada (1999, Plaza & Janés Editores, S.A.)
3. Una muerte gloriosa (1999, Plaza & Janés Editores, S.A.)
4. Una muerte inmortal (1999, Plaza & Janés Editores, S.A.)

### Publicadas enEstados Unidos, eninglés
Esta autora ha escrito muchos libros. Y parte de ellos son reediciones de obras antiguas. Por ello sus editores en inglés incluyen actualmente un logotipo en un círculo indicando "NR" cuando es la "primera vez que se publica". Cualquier libro que carezca de este logotipo ha aparecido con anterioridad. Abajo hay una lista de los libros cronológicamente y, dentro de cada año, alfabéticamente ordenados. Los libros que son sólo reediciones no se incluyen, excepto los títulos "clásicos" que se reeditan en compilaciones. También se incluyen los títulos escritos con el seudónimo de J. D. Robb.

#### Años 1980
- 1981, Irish Thoroughbred, Irish Hearts, 1 of 3, Silhouette Romance

- 1982, Blithe Images, Silhouette Romance
- 1982, Heart's Victory, Silhouette Special Edition
- 1982, Island of Flowers, Silhouette Romance
- 1982, Melodies of Love (escrita como Jill March), apareció en un periódico que ya no existe.
- 1982, Search For Love, Silhouette
- 1982, Song of the West, Silhouette

- 1983, Dance of Dreams, Reflections & Dreams o serie Davidov series, 2 de 2, Silhouette Special Edition
- 1983, From This Day, Silhouette Romance
- 1983, Her Mother’s Keeper, Silhouette Romance
- 1983, Once More with Feeling, Silhouette Intimate Moments
- 1983, Reflections, Reflections & Dreams o serie Davidov, 1 de 2, Silhouette Special Edition
- 1983, This Magic Moment, Silhouette Intimate Moments
- 1983, Tonight and Always, Silhouette Intimate Moments
- 1983, Untamed, Silhouette

- 1984, Endings and Beginnings, Silhouette Intimate Moments
- 1984, First Impressions, Silhouette Special Edition
- 1984, Law is a Lady, The; Silhouette Special Edition
- 1984, Less of a Stranger, Silhouette Romance
- 1984, Matter of Choice, A; Silhouette Intimate Moments
- 1984, Opposites Attract, Silhouette Special Edition
- 1984, Promise Me Tomorrow, Pocket
- 1984, Rules of the Game, Silhouette Intimate Moments
- 1984, Storm Warning, Silhouette
- 1984, Sullivan’s Woman, Silhouette

- 1985, All the Possibilities, The MacGregors, 3 de 9, Silhouette Special Edition
- 1985, Boundary Lines, Silhouette Intimate Moments
- 1985, Dual Image,  Silhouette
- 1985, Night Moves, Harlequin Intrigue
- 1985, One Man's Art, The MacGregors, 4 de 9, Silhouette Special Edition
- 1985, Partners, Silhouette Intimate Moments
- 1985, Playing the Odds, The MacGregors, 1 de 9, Silhouette Special Edition
- 1985, Right Path, The; Silhouette Intimate Moments
- 1985, Summer Desserts, Great Chefs, 1 de 2, Silhouette Special Edition
- 1985, Tempting Fate, The MacGregors, 2 de 9, Silhouette Special Edition

- 1986, Affaire Royale, Cordina's Royal Family, 1 de 4, Silhouette
- 1986, Art of Deception, The; Silhouette Intimate Moments
- 1986, Lessons Learned, Great Chefs, 2 de 2, Silhouette Special Edition
- 1986, One Summer, ”Celebrity” magazine", 1 de 2, Silhouette Special Edition
- 1986, Risky Business, Silhouette Intimate Moments
- 1986, Second Nature, ”Celebrity” magazine", 2 de 2, Silhouette Special Edition
- 1986, Silhouette Christmas Stories anthology, ”Home for Christmas” novella, Silhouette
- 1986, Treasures Lost, Treasures Found, Silhouette Intimate Moments
- 1986, Will and a Way, A; Silhouette Special Edition

- 1987, Command Performance, Cordina's Royal Family, 2 de 4, Silhouette Intimate Moments
- 1987, For Now, Forever, The MacGregors, 5 de 9, Silhouette Special Edition
- 1987, Hot Ice, Bantam
- 1987, Mind Over Matter, Silhouette Intimate Moments
- 1987, Playboy Prince, The; Cordina's Royal Family, 3 de 4, Silhouette Intimate Moments
- 1987, Sacred Sins, Sacred Sins, 1 de 2, Bantam
- 1987, Temptation, Silhouette

- 1988, Brazen Virtue, Sacred Sins, 2 de 2, Bantam
- 1988, Dance to the Piper, The O'Hurleys, 2 de 4, Silhouette Special Edition
- 1988, Irish Rose, Irish Hearts, 2 de 3, Silhouette Intimate Moments
- 1988, Last Honest Woman, The; The O'Hurleys, 1 de 4, Silhouette Special Edition
- 1988, Local Hero, Silhouette Special Edition
- 1988, Name of the Game, Silhouette Intimate Moments
- 1988, Rebellion, The MacGregors, Harlequin Historical
- 1988, Skin Deep, The O'Hurleys, 3 de 4, Silhouette Special Edition

- 1989, Best Laid Plans, Loving Jack, 2 de 3, Silhouette Special Edition
- 1989, Gabriel’s Angel, Silhouette Intimate Moments
- 1989, "Impulse” novella, Silhouette
- 1989, Lawless, Loving Jack, 3 de 3, Harlequin Historical
- 1989, Loving Jack, Loving Jack, 1 de 3, Silhouette Special Edition
- 1989, Silhouette Summer Sizzlers anthology, ”impulse” novella", Silhouette
- 1989, Sweet Revenge, Bantam
- 1989, Time Was, Time and Again or The Hornblower Bros., 1 de 2, Silhouette Intimate Moments
- 1989, Welcoming, The; Silhouette Special Edition

#### Años 1990
- 1990, Historical Christmas Stories 1990 anthology, “In From the Cold” novella, The MacGregors, short story addition to Series, Harlequin
- 1990, Public Secrets, Bantam
- 1990, Taming Natasha, The Stanislaskis o Those Wild Ukrainians, 1 de 6, Silhouette Special Edition
- 1990, Times Change, Time and Again o The Hornblower Bros., 2 de 2, Silhouette Intimate Moments
- 1990, Without a Trace: O'Hurley's Return, The O'Hurleys, 4 de 4, Silhouette Special Edition

- 1991, Courting Catherine, The Calhoun Women, 1 de 5, Silhouette Romance
- 1991, For the Love of Lilah, The Calhoun Women, 3 de 5, Silhouette Special Edition
- 1991, Genuine Lies, Bantam
- 1991, Luring a Lady, The Stanislaskis o Those Wild Ukrainians, 2 de 6, Silhouette Special Edition
- 1991, Man for Amanda, A; The Calhoun Women, 2 de 5, Silhouette Desire
- 1991, Night Shadow, Night Tales, 2 de 5, Silhouette Intimate Moments
- 1991, Night Shift, Night Tales, 1 de 5, Silhouette Intimate Moments
- 1991, Suzanna’s Surrender, The Calhoun Women, 4 de 5, Silhouette Intimate Moments

- 1992, Captivated, The Donovan Legacy, 1 de 4, Silhouette Special Edition
- 1992, Carnal Innocence, Bantam
- 1992, Charmed, The Donovan Legacy, 3 de 4, Silhouette Special Edition
- 1992, Divine Evil, none, Bantam
- 1992, Entranced, The Donovan Legacy, 2 de 4, Silhouette Special Edition
- 1992, Honest Illusions, Putnam
- 1992, Unfinished Business, Silhouette Intimate Moments

- 1993, Falling for Rachel, The Stanislaskis o Those Wild Ukrainians, 3 de 6, Silhouette Special Edition
- 1993, Nightshade, Night Tales, 3 de 5, Silhouette Intimate Moments
- 1993, Private Scandals, Putnam

- 1994, Birds, Bees and Babies '94 anthology, ”The Best Mistake” novella, Silhouette
- 1994, Born in Fire, The Concannon Sisters o Born In trilogy, 1 de 3, Jove
- 1994, Convincing Alex, The Stanislaskis o Those Wild Ukrainians, 4 de 6, Silhouette Special Edition
- 1994, Hidden Riches, Putnam
- 1994, Jingle Bells, Wedding Bells anthology, “All I Want for Christmas” novella, Silhouette
- 1994, Night Smoke, Night Tales, 4 de 5, Silhouette Intimate Moments

- 1995, Born in Ice, The Concannon Sisters o Born In trilogy, 2 de 3, Jove
- 1995, Glory in Death, In Death, 2, Berkley
- 1995, Naked in Death, In Death, 1, Berkley
- 1995, Pride of Jared MacKade, The; The MacKade Brothers, 2 de 4, Silhouette Special Edition
- 1995, Return of Rafe MacKade, The; The MacKade Brothers, 1 de 4, Silhouette Intimate Moments
- 1995, True Betrayals, Jove

- 1996, Born in Shame, The Concannon Sisters o Born In trilogy, 3 de 3, Jove
- 1996, Calhoun Women, The (compilation vol.), ”Courting Catherine”, “A Man for Amanda”, “For the Love of Lilah”, & “Suzanna's Surrender”, The Calhoun Women, "1, 2, 3, & 4", Silhouette
- 1996, Daring to Dream, Dream o Templeton House, 1 de 3, Jove
- 1996, Fall of Shane MacKade, The; The MacKade Brothers, 4 de 4, Silhouette Special Edition
- 1996, From the Heart (compilation vol.), ”Tonight and Always”, “A Matter of Choice”, & “Endings and Beginnings”, Jove
- 1996, Heart of Devin MacKade, The; The MacKade Brothers, 3 de 4, Silhouette Intimate Moments
- 1996, Immortal in Death, In Death, 3, Berkley
- 1996, Megan’s Mate, The Calhoun Women, 5 de 5, Silhouette Intimate Moments
- 1996, Montana Sky, Putnam
- 1996, Rapture in Death, In Death, 4, Berkley

- 1997, Captive Star, Stars of Mithra, 2 de 3, Silhouette Intimate Moments
- 1997, Ceremony in Death, In Death, 5, Berkley
- 1997, Finding the Dream, Dream o Templeton House, 3 de 3, Jove
- 1997, Hidden Star, Stars of Mithra, 1 de 3, Silhouette Intimate Moments
- 1997, Holding the Dream, Dream or Templeton House, 2 de 3, Jove
- 1997, MacGregor Brides, The; The MacGregors, 6 de 9, Silhouette
- 1997, Sanctuary, Putnam
- 1997, Stanislaski Sisters, The: Natasha and Rachel (compilation vol.), ”Taming Natasha” & “Falling for Rachel”, The Stanislaskis o Those Wild Ukrainians, 1 & 3 de 6, Silhouette
- 1997, Vengeance in Death, In Death, 6, Berkley
- 1997, Waiting for Nick, The Stanislaskis o Those Wild Ukrainians, 5 de 6, Silhouette Special Edition

- 1998, Calhoun Women, The: Catherine and Amanda (compilation vol.), ”Courting Catherine” & “A Man for Amanda”, The Calhoun Women, 1 & 2 de 4, Silhouette
- 1998, Calhoun Women, The: Lilah and Suzanna (compilation vol.), ”For the Love of Lilah” & “Suzanna's Surrender”, The Calhoun Women, 3 & 4 de 5, unknown
- 1998, Homeport, Putnam
- 1998, Holiday in Death, In Death, 7, Berkley
- 1998, MacGregors, The : Serena ~ Caine (compilation vol.), ”Playing the Odds” & “Tempting Fate”, The MacGregors, 1 & 2 de 9, Silhouette
- 1998, MacGregor Grooms, The, The MacGregors, 8 de 9, Silhouette
- 1998, Once Upon A Castle anthology, “Spellbound” novella, Once Upon novellas, 1 de 6, Jove
- 1998, Reef, The; Putnam
- 1998, Rising Tides, Chesapeake Bay o Quinn Bros., 2 de 4, Jove
- 1998, Secret Star, Stars of Mithra, 3 de 3, Silhouette Intimate Moments
- 1998, Sea Swept, Chesapeake Bay o Quinn Bros., 1 de 4, Jove
- 1998, Silent Night anthology, ”Midnight in Death” novella", In Death, 7.5, Jove
- 1998, Three Complete Novels (compilation vol.), ”Born in Fire”, “Born in Ice”, & “Born in Shame”, The Concannon Sisters o Born In trilogy, Putnam
- 1998, Winning Hand, The; The MacGregors, 7 de 9, Silhouette Special Edition

- 1999, Conspiracy in Death, In Death, 8, Berkley
- 1999, Donovan Legacy, The (compilation vol.), ”Captivated”, “Entranced”, & “Charmed”, The Donovan Legacy, 1, 2, & 3 de 4, Silhouette
- 1999, Enchanted, The Donovan Legacy, 4 de 4, Silhouette
- 1999, Forever Mine anthology, ”Rebellion” short story", The MacGregors, short story addition to Series, Harlequin
- 1999, Inner Harbor, Chesapeake Bay o Quinn Bros., 3 de 4, Jove
- 1999, Jewels of the Sun, Irish Trilogy o Gallaghers of Ardmore, 1 de 3, Jove
- 1999, Loyalty in Death, In Death, 9, Berkley
- 1999, MacGregors, The : Alan ~ Grant (compilation vol.), ”All the Possibilities” & “One Man's Art”, The MacGregors, 3 & 4 de 9, Silhouette
- 1999, MacGregors, The : Daniel ~ Ian (compilation vol.), ”For Now, Forever” & “In from the Cold”, The MacGregors, ”In from the Cold” novella and 5 de 9, Silhouette
- 1999, Once Upon A Star anthology, “Ever After”, Once Upon novellas, 2 de 6, Jove
- 1999, Perfect Neighbor, The; The MacGregors, 9 de 9, Silhouette Special Edition
- 1999, River’s End, Putnam
- 1999, Three Complete Novels (compilation vol.), ”Daring to Dream”, “Holding the Dream”, & “Finding the Dream”, Dream o Templeton House, Putnam

#### Años 2000
- 2000, Carolina Moon, Putnam
- 2000, Christmas in Ardmore short story, Irish Trilogy or Gallaghers of Ardmore, short story addition to Trilogy, Jove
- 2000, "Christmas with the Quinns” short story, Chesapeake Bay or Quinn Bros., short story addition to Quartet, Jove
- 2000, Heart of the Sea, Irish Trilogy o Gallaghers of Ardmore, 3 de 3, Jove
- 2000, Irish Hearts (compilation vol.), ”Irish Thoroughbred” & “Irish Rose”; Irish Hearts", Irish Hearts, 1 & 2 de 3, Silhouette
- 2000, Irish Rebel, Irish Hearts, 3 de 3, Silhouette Special Edition
- 2000, Judgment in Death, In Death, 11, Berkley
- 2000, Night Tales (compilation vol.), ”Night Shift”, “Night Shadow”, “Nightshade” & “Night Smoke”, Night Tales, 1, 2, 3 & 4 de 5, Silhouette
- 2000, Once Upon A Dream anthology, “In Dreams” novella, Once Upon novellas, 3 de 6, Jove
- 2000, Stanislaski Brothers, The: Mikhail and Alex (compilation vol.), ”Luring a Lady” & “Convincing Alex”, The Stanislaskis o Those Wild Ukrainians, 2 & 4 de 6, Silhouette
- 2000, Tears of the Moon, Irish Trilogy or Gallaghers of Ardmore, 2 de 3, Jove2000, Night Shield, Night Tales, 5 de 5, Silhouette Intimate Moments
- 2000, Three Complete Novels (compilation vol.), ”Honest Illusions”, “Private Scandals” & “Hidden Riches”, Putnam
- 2000, Witness in Death, In Death, 4, Berkley

- 2001, Betrayal in Death, In Death, 12, Berkley
- 2001, Considering Kate, The Stanislaskis o Those Wild Ukrainians, 6 de 6, Silhouette Special Edition
- 2001, Dance Upon the Air, Three Sisters Island, 1 de 3, Jove
- 2001, Heaven and Earth, Three Sisters Island, 2 de 3, Jove
- 2001, Midnight Bayou, Putnam
- 2001, Naked Came the Phoenix anthology, “Chapter 2”, St. Martin's Minotaur
- 2001, Once Upon A Rose anthology, “Winter Rose”, Once Upon novellas, 4 de 6, Jove
- 2001, Out of this World anthology, “Interlude in Death”, In Death, 12.5, Jove
- 2001, Reflections and Dreams (compilation vol.), ”Reflections” & “Dance of Dreams”, Reflections and Dreams or The Davidov series, 1 & 2 de 2, Silhouette
- 2001, Seduction in Death, In Death, 13, Berkley
- 2001, Three Complete Novels (compilation vol.), ”True Betrayals”, “Montana Sky”, & “Sanctuary”, Putnam
- 2001, Time and Again (compilation vol.), ”Time Was” y “Times Change”, Time and Again or The Hornblower Bros., 1 & 2 de 2, Silhouette
- 2001, Villa, The; Jove

- 2002, Chesapeake Blue, Chesapeake Bay o Quinn Bros., 4 de 4, Putnam
- 2002, Cordina’s Crown Jewel, Cordina's Royal Family, 4 de 4, Silhouette Special Edition
- 2002, Cordina’s Royal Family (compilation vol.), ”Affaire Royale”, “Command Performance”, & “The Playboy Prince”, Cordina's Royal Family, 1, 2, & 3 de 4, Silhouette
- 2002, Dangerous (compilation vol.), ”Risky Business”, “Storm Warning”, & “The Welcome”, Silhouette
- 2002, Face the Fire, Three Sisters Island, 3 de 3, Jove
- 2002, Going Home (compilation vol.), ”Mind Over Matter”, “Unfinished Business”, & “Island of Flowers”, Silhouette
- 2002, Little Magic, A (compilation vol, 2002), ”Spellbound”, “In Dreams”, “A World Apart” y “Ever After”, Once Upon novellas, 1, 2, & 3, Berkley
- 2002, Once Upon a Kiss anthology, “A World Apart”, Once Upon novellas, 5 de 6, Jove
- 2002, Purity in Death, In Death, 15, Berkley
- 2002, Reunion in Death, In Death, 14, Berkley
- 2002, Summer Pleasures (compilation vol.), ”Second Nature” & “One Summer”, ”Celebrity” magazine, Silhouette
- 2002, Table for Two (compilation vol.), ”Lessons Learned” y “Summer Desserts”, Great Chefs, Silhouette
- 2002, Three Fates, Putnam

- 2003, Birthright, Putnam
- 2003, Engaging the Enemy (compilation vol.), ”A Will and A Way” novella & “Boundary Lines”, Silhouette
- 2003, Imitation in Death, In Death, 17, Berkley
- 2003, Irish Born, The Concannon Sisters or Born In trilogy, "1, 2, & 3", Berkley
- 2003, Key of Knowledge, Key Trilogy, 2 de 3, Jove
- 2003, Key of Light, Key Trilogy, 1 de 3, Jove
- 2003, Love by Design (compilation vol.), ”Loving Jack”, “Best Laid Plans”, & “Lawless”, Loving Jack, 1, 2, & 3, Silhouette
- 2003, Mysterious (compilation vol.), ”The Right Path”, “This Magic Moment”, & “Search for Love”, Berkley
- 2003, Once Upon a Midnight anthology, “The Witching Hour”, Once Upon novellas, 6 de 6, Jove
- 2003, Portrait in Death, In Death, 16, Berkley
- 2003, Remember When, In Death, 17.5, Putnam
- 2003, Suspicious (compilation vol.), ”Partners”, “The Art of Deception”, & “Night Moves”,  Silhouette
- 2003, Truly, Madly Manhattan (compilation vol.), ”Dual Image” & “Local Hero”, Silhouette
- 2003, Two of a Kind (compilation vol.), ”Impulse” & “The Best Mistake”, Silhouette

- 2004, Blue Dahlia, In the Garden, 1 de 3, Jove
- 2004, Born O'Hurley (compilation vol.), ”The Last Honest Woman” & Dance to the Piper”, The O'Hurleys, 1 & 2 de 4, Silhouette
- 2004, Charmed & Enchanted (compilation vol.), ”Charmed” & “Enchanted”, The Donovan Legacy, 3 & 4 de 4, Silhouette
- 2004, Divided in Death, In Death, 18, Putnam
- 2004, Gift, The (compilation vol.), ”Home for Christmas” & “All I Want for Christmas”, Silhouette
- 2004, Key of Valor, Key Trilogy, 3 de 3, Jove
- 2004, Little Fate, A (compilation vol.), ”The Witching Hour” & “A World Apart”, Once Upon novellas, 5 & 6 de 6
- 2004, Lovers and Dreamers 3-in1 (compilation vol.), ”Daring to Dream”, “Holding the Dream”, & “Finding the Dream”, Dream or Templeton House, 1, 2, & 3, Penguin
- 2004, MacKade Brothers, The: Devin and Shane, ”The Heart of Devin MacKade” & “The Fall of Shane MacKade”, The MacKade Brothers, 3 & 4 de 4, Silhouette
- 2004, MacKade Brothers, The: Rafe and Jared, ”The Return of Rafe MacKade” & “The Pride of Jared MacKade”, The MacKade Brothers, 1 & 2 de 4, Silhouette
- 2004, Moon Shadows anthology, ”Wolf Moon” novella", Jove
- 2004, Northern Lights, Putnam
- 2004, Reunion (compilation vol.), ”Once More with Feeling” & “Treasures Lost, Treasures Found”, Silhouette
- 2004, Visions in Death, In Death, 19, Putnam
- 2004, Winner Takes All (compilation vol.), ”Rules of the Game” & “The Name of the Game”, Silhouette
- 2004, With Open Arms, ”Song of the West” & “Her Mother's Keeper”, Silhouette

- 2005, Black Rose, In the Garden, 2 de 3, Jove
- 2005, Blue Smoke, Putnam
- 2005, Calhouns, The: Catherine, Amanda, & Lilah (compilation vol.), ”Courting Catherine”, “A Man for Amanda” & “For the Love of Lilah”, The Calhoun Women, 1, 2, & 3 de 5
- 2005, Calhouns, The: Suzanna and Megan (compilation vol.), ”Suzanna's Surrender” & “Megan's Mate”, The Calhoun Women, 4 & 5 de 5
- 2005, Night Tales [blue] (compilation vol.), ”Night Shift” & “Night Shadow”, Night Tales, 1 & 2 de 5, Silhouette
- 2005, Night Tales [green] (compilation vol.), ”Nightshade” & “Night Smoke”, Night Tales, 3 & 4 de 5, Silhouette
- 2005, Night Tales [pink] (compilation vol.), ”Night Shield” & “Night Moves”, Night Tales, 5 de 5 & non-related, Silhouette
- 2005, O'Hurley's Return (compilation vol.), ”Skin Deep” & “Without a Trace”, The O'Hurleys, 3 & 4 de 4, Silhouette
- 2005, Origin in Death, In Death, 21, Berkley
- 2005, Red Lily, In the Garden, 3 de 3, Jove
- 2005, Rules of Play (compilation vol.), ”Opposites Attract” & “The Heart's Victory”,
- 2005, Spellbound (novella), ”Spellbound”, Once Upon novellas, 1 de 6, Jove
- 2005, Survivor in Death, In Death, 20, Berkley

- 2006, Angel's Fall, Jove
- 2006, Bump in the Night anthology, ”Haunted in Death” short story, In Death, 23.5, Jove
- 2006, Born in Death, In Death, 23, Berkley
- 2006, Cordina’s Royal Family: Bennett & Camilla (compilation vol.), ”The Playboy Prince” & “Cordina's Crown Jewel”, Cordina's Royal Family, 3 & 4 de 4, Silhouette
- 2006, Cordina’s Royal Family: Gabriella & Alexander (compilation vol.), ”Affaire Royale” & “Command Performance”, Cordina's Royal Family, 1 & 2 de 4, Silhouette
- 2006, Dance of the Gods, Circle Trilogy, 2 de 3, Jove
- 2006, Memory in Death, In Death, 22, Berkley
- 2006, Morrigan's Cross, Circle Trilogy, 1 de 3, Jove
- 2006, Quinn Brothers 2-in-1, The: Cam & Ethan (compilation vol.), ”Sea Swept” & “Rising Tides”, Chesapeake Bay or Quinn Bros., 1 & 2 de 4, Berkley
- 2006, Quinn Legacy, The: Phillip & Seth (compilation vol.), "Inner Harbor" & "Chesapeake Blue", Chesapeake Bay or Quinn Bros., 3 & 4 de 4, Berkley
- 2006, Valley of Silence, Circle Trilogy, 3 de 3, Jove

- 2007, Blood Brothers (Hermanos de sangre, 2009), Sign of Seven trilogy, 1 de 3
- 2007, Creation in Death, In Death, 25, Berkley
- 2007, Dead of Night anthology, ”Eternity in Death” short story, In Death, 25.5, Jove
- 2007, High Noon (Sola ante el peligro, 2008), Putnam
- 2007, Innocent in Death, In Death, 24, Berkley

- 2008, The Hollow (El bosque de Hollow, 2010)
- 2008, Tribute (Admiración, 2011)
- 2008, The Pagan Stone (La piedra pagana, 2011)
- 2008, Strangers In Death
- 2008, Salvation In Death
- 2008, Ritual In Death

- 2009, Vision In White (Álbum de boda, 2010)
- 2009, Black Hills (Colinas negras, 2010)
- 2009, Bed Of Roses (Rosas sin espinas, 2010)
- 2009, Promises In Death
- 2009, Kindred In Death
- 2009, Missing In Death

#### Años 2010
- 2010, Savor The Moment (Sabor a ti, 2011)
- 2010, The Search (Emboscada, 2011)
- 2010, Happy Ever After (Para siempre, 2011)
- 2010, Fantasy In Death
- 2010, Indulgence In Death
- 2010, Possession In Death
- 2010, Big Jack

- 2011, Chasing Fire (Llamaradas, 2012)
- 2011, The next always (Siempre hay un mañana, 2012)
- 2011, Treachery In Death
- 2011, New York To Dallas
- 2011, Chaos in Death

- 2012, In Dreams
- 2012, The Witness (La testigo, 2013)
- 2012, Winter Rose 2012)
- 2012, The Last Boyfriend (El primer y último amor, 2013)
- 2012, A World Apart
- 2012, The Perfect Hope (La esperanza perfecta, 2013)
- 2012, Celebrity in Death
- 2012, Delusion in Death

- 2013, Whiskey beach
- 2013, Dark Witch (Bruja oscura, 2014)
- 2013, Taken in Death
- 2013, Calculated in Death
- 2013, Thankless in Death

- 3/2014, Shadow Spell
- 4/2014, The Collector (El coleccionista, 2015)
- 11/2014, Blood Magick
- 2/2014, Concealed in Death. In Death #38
- 9/2014, Festive in Death. In Death #39

- 4/2015, The Liar (La mentira, 2016)
- 12/2015, Stars of Fortune (2015)
- 2/2015, Obsession in Death. In Death #40
- 9/2015, Devotion in Death. In Death #41
- 11/2015, "Wonderment in Death en Down the Rabbit Hole, relato In Death

- 4/2016, The Obssesion (2016)
- 2016, Bay Of Sighs (2016)
- 12/2016, Island of Glass (2016)
- 3/2016, Brotherhood in Death. In Death #42
- 9/2016, Apprentice in Death. In Death #43